# كارلوس كاراسكو
كارلوس كاراسكو (بالإسبانية: Carlos Carrasco)‏ هو لاعب كرة قدم إسباني، ولد في 14 فبراير 1993 في لقنت في إسبانيا. لعب مع نادي أوريويلا.

## وصلات خارجية
- كارلوس كاراسكو على موقع قاعدة بيانات كرة القدم.إي يو (الإنجليزية)
- كارلوس كاراسكو على موقع Soccerway.com (الإنجليزية)